# Rinorea letouzeyi
Rinorea letouzeyi är en violväxtart som beskrevs av Achound.. Rinorea letouzeyi ingår i släktet Rinorea och familjen violväxter. Inga underarter finns listade i Catalogue of Life.